# Конвенція про біологічне різноманіття
Конве́нція про біологі́чне різномані́ття (також Конве́нція про охоро́ну біологі́чного різномані́ття) — міжнародна угода, прийнята в Ріо-де-Жанейро 5 червня 1992 року.
Цілями Конвенції є збереження біологічної різноманітності, стійке використання його компонентів і спільне отримання на справедливій і рівній основі вигод, пов'язаних з використанням генетичних ресурсів, у тому числі шляхом надання необхідного доступу до генетичних ресурсів і шляхом належної передачі відповідних технологій з урахуванням усіх прав на такі ресурси і технології, а також шляхом належного фінансування.
Конвенцію було відкрито для підписання Сторонами 5 червня 1992 року. Вона набрала чинності 29 грудня 1993 року.

## Збереження ex-situ і in-situ
Збереження ex-situ означає збереження компонентів біологічної різноманітності поза їх природними місцями перебування. Мається на увазі збереження видів у зоопарках і в лабораторіях, зокрема пропонується ведення генетичних банків цих вимираючих видів, щоб надалі мати можливість відновити загублене (наприклад, шляхом клонування).
Збереження in-situ означає збереження екосистем і природних місць перебування, а також підтримку і відновлення життєздатних популяцій видів в їх природному середовищі, а стосовно одомашнених або культивованих видів — в тому середовищі, в якому вони набули своїх відмітних ознак. Як правило, мається на увазі збереження компонентів біологічної різноманітності на територіях, природно-заповідного фонду: заповідниках, заказниках, національних парках, пам'ятках природи тощо Особливо звертається увага на збереження місць життя видів і структури взаємозв'язків.

## Сторони, що підписали Конвенцію
- Україна під номером 64 (11 червня 1992 року).

- 1. Антигуа і Барбуда 5 червня 1992 року
- 2. Австралія 5 червня 1992 року
- 3. Бангладеш 5 червня 1992 року
- 4. Бельгія 5 червня 1992 року
- 5. Бразилія 5 червня 1992 року
- 6. Фінляндія 5 червня 1992 року
- 7. Індія 5 червня 1992 року
- 8. Індонезія 5 червня 1992 року
- 9. Італія 5 червня 1992 року
- 10. Ліхтенштейн 5 червня 1992 року
- 11. Республіка Молдова 5 червня 1992 року
- 12. Науру 5 червня 1992 року
- 13. Нідерланди 5 червня 1992 року
- 14. Пакистан 5 червня 1992 року
- 15. Польща 5 червня 1992 року
- 16. Румунія 5 червня 1992 року
- 17. Ботсвана 8 червня 1992 року
- 18. Мадагаскар 8 червня 1992 року
- 19. Швеція 8 червня 1992 року
- 20. Тувалу 8 червня 1992 року
- 21. Югославія 8 червня 1992 року
- 22. Бахрейн 9 червня 1992 року
- 23. Еквадор 9 червня 1992 року
- 24. Єгипет 9 червня 1992 року
- 25. Казахстан 9 червня 1992 року
- 26. Кувейт 9 червня 1992 року
- 27. Люксембург 9 червня 1992 року
- 28. Норвегія 9 червня 1992 року
- 29. Судан 9 червня 1992 року
- 30. Уругвай 9 червня 1992 року
- 31. Вануату 9 червня 1992 року
- 32. Кот-д'Івуар 10 червня 1992 року
- 33. Ефіопія 10 червня 1992 року
- 34. Ісландія 10 червня 1992 року
- 35. Малаві 10 червня 1992 року
- 36. Маврикій 10 червня 1992 року
- 37. Оман 10 червня 1992 року
- 38. Руанда 10 червня 1992 року
- 39. Сан-Марино 10 червня 1992 року
- 40. Сейшельські Острови 10 червня 1992 року
- 41. Шрі-Ланка 10 червня 1992 року
- 42. Білорусь 11 червня 1992 року
- 43. Бутан 11 червня 1992 року
- 44. Бурунді 11 червня 1992 року
- 45. Канада 11 червня 1992 року
- 46. Китай 11 червня 1992 року
- 47. Коморські Острови 11 червня 1992 року
- 48. Конго 11 червня 1992 року
- 49. Хорватія 11 червня 1992 року
- 50. КНДР 11 червня 1992 року
- 51. Ізраїль 11 червня 1992 року
- 52. Ямайка 11 червня 1992 року
- 53. Йорданія 11 червня 1992 року
- 54. Кенія 11 червня 1992 року
- 55. Латвія 11 червня 1992 року
- 56. Лесото 11 червня 1992 року
- 57. Литва 11 червня 1992 року
- 58. Монако 11 червня 1992 року
- 59. М'янма 11 червня 1992 року
- 60. Нігер 11 червня 1992 року
- 61. Катар 11 червня 1992 року
- 62. Тринідад і Тобаго 11 червня 1992 року
- 63. Туреччина 11 червня 1992 року
- 64. Україна 11 червня 1992 року
- 65. ОАЕ 11 червня 1992 року
- 66. Заїр 11 червня 1992 року
- 67. Замбія 11 червня 1992 року
- 68. Афганістан 12 червня 1992 року
- 69. Ангола 12 червня 1992 року
- 70. Аргентина 12 червня 1992 року
- 71. Азербайджан 12 червня 1992 року
- 72. Багамські Острови 12 червня 1992 року
- 73. Барбадос 12 червня 1992 року
- 74. Болгарія 12 червня 1992 року
- 75. Буркіна-Фасо 12 червня 1992 року
- 76. Кабо-Верде 12 червня 1992 року
- 77. Чад 12 червня 1992 року
- 78. Колумбія 12 червня 1992 року
- 79. Острови Кука 12 червня 1992 року
- 80. Куба 12 червня 1992 року
- 81. Кіпр 12 червня 1992 року
- 82. Данія 12 червня 1992 року
- 83. Естонія 12 червня 1992 року
- 84. Габон 12 червня 1992 року
- 85. Гамбія 12 червня 1992 року
- 86. Німеччина 12 червня 1992 року
- 87. Гана 12 червня 1992 року
- 88. Греція 12 червня 1992 року
- 89. Гвінея 12 червня 1992 року
- 90. Гвінея-Бісау 12 червня 1992 року
- 91. Ліван 12 червня 1992 року
- 92. Ліберія 12 червня 1992 року
- 93. Малайзія 12 червня 1992 року
- 94. Мальдіви 12 червня 1992 року
- 95. Мальта 12 червня 1992 року
- 96. Маршаллові Острови 12 червня 1992 року
- 97. Мавританія 12 червня 1992 року
- 98. Мікронезія 12 червня 1992 року
- 99. Монголія 12 червня 1992 року
- 100. Мозамбік 12 червня 1992 року
- 101. Намібія 12 червня 1992 року
- 102. Непал 12 червня 1992 року
- 103. Нова Зеландія 12 червня 1992 року
- 104. Парагвай 12 червня 1992 року
- 105. Перу 12 червня 1992 року
- 106. Філіппіни 12 червня 1992 року
- 107. Сент-Кітс і Невіс 12 червня 1992 року
- 108. Самоа 12 червня 1992 року
- 109. Сан-Томе і Принсіпі 12 червня 1992 року
- 110. Свазіленд 12 червня 1992 року
- 111. Швейцарія 12 червня 1992 року
- 112. Таїланд 12 червня 1992 року
- 113. Того 12 червня 1992 року
- 114. Уганда 12 червня 1992 року
- 115. Велика Британія 12 червня 1992 року
- 116. Танзанія 12 червня 1992 року
- 117. Венесуела 12 червня 1992 року
- 118. Ємен 12 червня 1992 року
- 119. Зімбабве 12 червня 1992 року
- 120. Алжир 13 червня 1992 року
- 121. Вірменія 13 червня 1992 року
- 122. Австрія 13 червня 1992 року
- 123. Беліз 13 червня 1992 року
- 124. Бенін 13 червня 1992 року
- 125. Болівія 13 червня 1992 року
- 126. Центрально-Африканська Республіка 13 червня 1992 року
- 127. Чилі 13 червня 1992 року
- 128. Коста-Рика 13 червня 1992 року
- 129. Джибуті 13 червня 1992 року
- 130. Домініканська Республіка 13 червня 1992 року
- 131. Сальвадор 13 червня 1992 року
- 132. Європейська економічна спільнота 13 червня 1992 року
- 133. Франція 13 червня 1992 року
- 134. Гватемала 13 червня 1992 року
- 135. Гаяна 13 червня 1992 року
- 136. Гаїті 13 червня 1992 року
- 137. Угорщина 13 червня 1992 року
- 138. Гондурас 13 червня 1992 року
- 139. Ірландія 13 червня 1992 року
- 140. Японія 13 червня 1992 року
- 141. Мексика 13 червня 1992 року
- 142. Марокко 13 червня 1992 року
- 143. Нікарагуа 13 червня 1992 року
- 144. Нігерія 13 червня 1992 року
- 145. Панама 13 червня 1992 року

У 1995 році Україна ратифікувала конвенцію про біологічну різноманітність, узявши при цьому на себе ряд зобов'язань, у тому числі зобов'язання по розробці національної стратегії по збереженню біорізноманітності.

## Картахенський протокол по біобезпеці
У січні 2000 року до конвенції був прийнятий Картахенський протокол по біобезпеці.
Набув чинності в 2003—2004 роках.

## Нагойський протокол
29 жовтня 2010 року був прийнятий Нагойський протокол з регулювання доступу до генетичних ресурсів і спільного використання на справедливій і рівній основі вигод від їх застосування.
У липні 2014 року на Конференції про Біологічну Різноманітність було оголошено про те, що отримано необхідну кількість документів про ратифікацію (50). Протокол набув чинності через 90 днів (12 жовтня 2014 року).

## Стратегічний план у сфері збереження та сталого використання біорізноманіття на 2011—2020 роки «Жити в гармонії з природою»
Стратегічний план затверджений Десятою нарадою Конференції Сторін Конвенції про біологічне різноманіття (Нагоя, Японія, 18-29 жовтня 2010) прийнятим Рішенням Х / 2. Стратегічний план з біорізноманіття на 2011—2020 роки та цільові завдання Айті щодо біорізноманіття.
Стратегічний план включає в себе 20 головних цільових задач на 2015 рік або 2020 рік («Цільові задачі Айті щодо біорізноманіття»), віднесених до п'яти стратегічних цілей.

## Ресурси Інтернету
- Конвенція про біологічну різноманітність [Архівовано 28 серпня 2011 у WebCite] — текст російською мовою
- http://www.cawater-info.net/library/rus/bio.pdf [Архівовано 4 березня 2016 у Wayback Machine.]
- The Convention on Biological Diversity (CBD) [Архівовано 23 лютого 2011 у Wayback Machine.] website
- Text of the Convention [Архівовано 23 лютого 2009 у Wayback Machine.] from CBD website
- Ratifications [Архівовано 15 жовтня 2015 у Wayback Machine.] at depositary
- Country Profiles [Архівовано 16 квітня 2021 у Wayback Machine.] from CBD website
- The Biosafety Clearing-House (BCH) web site [Архівовано 6 травня 2001 у Wayback Machine.], an «information exchange mechanism» established by the Cartagena Protocol on Biosafety under the CBD
- Global Biodiversity Outlook 2 [Архівовано 15 жовтня 2015 у Wayback Machine.] a publication of the Secretariat of the Convention on Biological Diversity. Reviews trends in biodiversity loss and responses developed under the Convention.
- COHAB Initiative Biodiversity, the CBD and the Millennium Development Goals
- 4th Global Environment Outlook [Архівовано 15 жовтня 2015 у Wayback Machine.], also known as GEO4.
- Turf Battles: Politics Interfere with Species Identification: Scientific American
- http://www.teebweb.org/ [Архівовано 5 вересня 2015 у Wayback Machine.]
- www.cop10.org — NGO info and strategy site for COP10 [Архівовано 11 січня 2016 у Wayback Machine.], the 10th Conference of Parties to the CBD in Nagoya, Japan from Oct 18~29, 2010
- We've been conned. The deal to save the natural world never happened: The so-called summit in Japan won't stop anyone trashing the planet. Only economic risks seem to make governments act [Архівовано 5 липня 2013 у Wayback Machine.] by George Monbiot 1 November 2010 in The Guardian
- Case studies on the implementation of the Convention from BGCI website with links to relevant articles
- Introductory note by Laurence Boisson de Chazournes, procedural history note and audiovisual material [Архівовано 1 лютого 2016 у Wayback Machine.] on the Convention on Biological Diversity in the Historic Archives of the United Nations Audiovisual Library of International Law [Архівовано 9 грудня 2016 у Wayback Machine.]